# Vanessa Marshall
Vanessa Marshall (New York, 19 ottobre 1969) è un'attrice e doppiatrice statunitense.
Figlia di Joan Van Ark e nipote di Carol Kuykendall, è conosciuta principalmente per il suo lavoro di doppiatrice. Tra i giocatori è conosciuta per aver doppiato Jan Ors, un personaggio di Star Wars: Jedi Knight II: Jedi Outcast, e alcuni personaggi della serie Metal Gear: Olga Gurlukovich (Metal Gear Solid 2: Sons of Liberty), EVA (Metal Gear Solid 3: Snake Eater) e Strangelove (Metal Gear Solid: Peace Walker). Interpreta Irwin e la madre di Mandy nella serie a cartoni Le tenebrose avventure di Billy e Mandy e Nala di Kingdom Hearts II; collabora nel doppiaggio originale di Star Wars Rebels, interpretando il ruolo della pilota twilek Hera Syndulla.
Vanessa Marshall ha prestato la voce a Zhai nel gioco Forgotten Realms: Demon Stone (2004), per il cui ruolo è stata candidata a ricevere un premio come Migliore Attrice Vocale Femminile.
Altri ruoli includono Mercy, la guardia del corpo di Emil Blonsky da Incredible Hulk: Ultimate Destruction e Eleanor Brown, la madre adottiva di Elyon Brown nella serie W.I.T.C.H.; sta lavorando a Garfield 3D, insieme ad un altro attore.

## Doppiaggio
- Voci aggiuntive in Dead Rising Deluxe Remaster[1]

## Doppiatrici italiane
Da doppiatrice è stata sostituita da:
- Renata Bertolas in W.I.T.C.H. (ep. 1x14)
- Patrizia Scianca in W.I.T.C.H. (ep. 1x21)
- Maddalena Vadacca in W.I.T.C.H. (st. 2)
- Claudia Catani in Avengers: i più potenti eroi della Terra! (st. 1)
- Laura Cosenza in Avengers: i più potenti eroi della Terra! (st. 2)
- Gea Riva in Injustice 2
- Stella Musy in Star Wars Rebels
- Maria Letizia Scifoni in Guardiani della Galassia
- Elda Olivieri in Monster Hunter Wilds